# 왕융칭

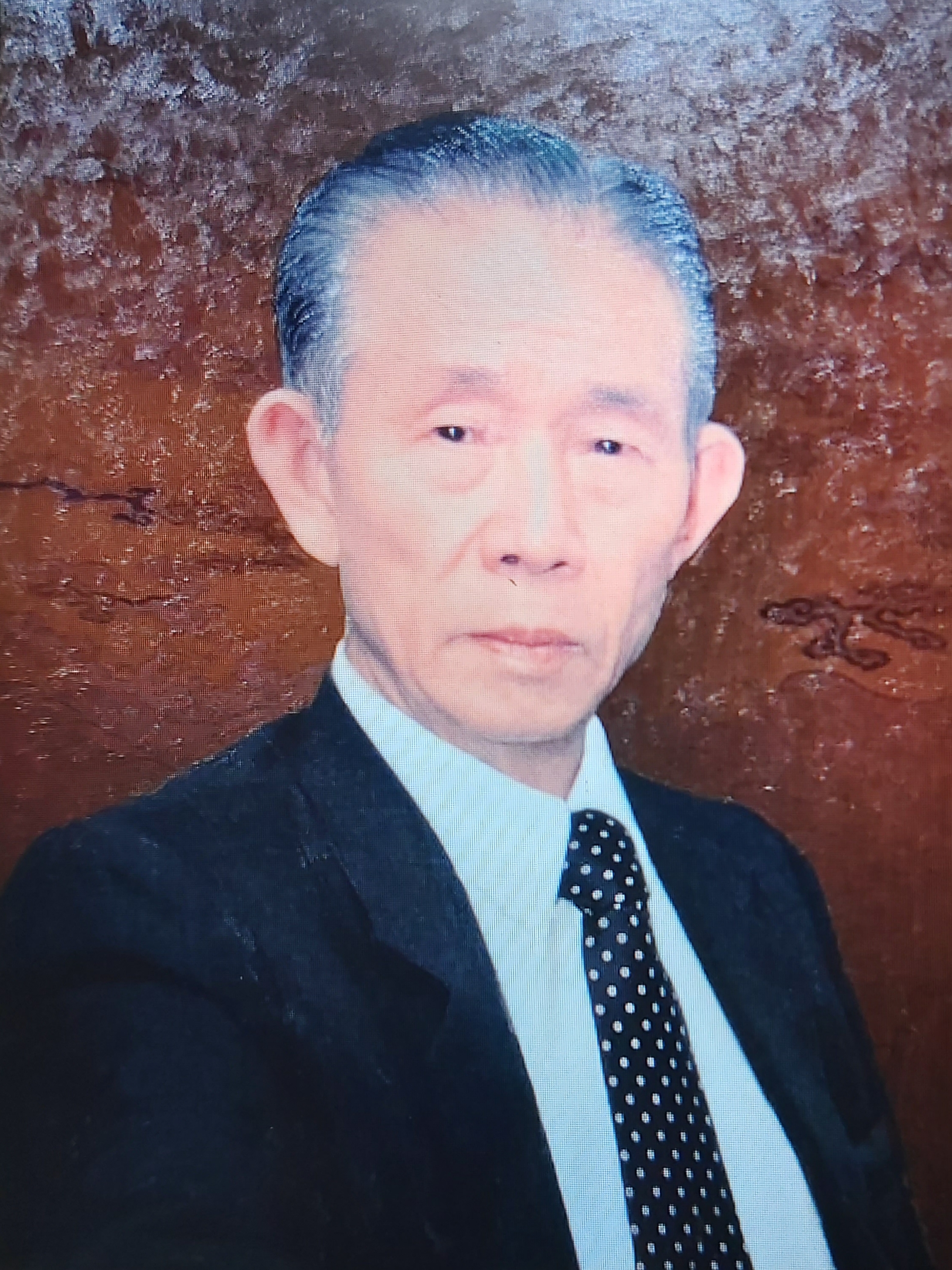
왕융칭

왕융칭(중국어: 王永慶, 1917년 1월 18일~2008년 10월 15일)은 중화민국의 기업인이다. 2008년 포브스의 조사에 따르면, 그의 재산은 55억 달러로 세계에서 178번째로 부유한 사람이었다.

## 생애
타이베이현의 가난한 가정에서 태어나 15살 때 쌀가게의 견습생으로 일하기 시작했으며, 1년 후 자신의 가게를 열고 정미소의 경영에 나섰다. 1954년, 미국의 지원과 정부로부터 대출금을 받고 포모사 플라스틱을 설립했다. 2006년 6월 89세의 나이로 물러날 때까지 포모사 플라스틱 회장을 역임하였고, 포모사 플라스틱 그룹은 현재까지도 대만 경제의 상징으로 환영받고 있다.